# Cruz de Salém

Cruz de Salém.

A Cruz de Salém, também conhecida como cruz pontifícia porque é carregada diante do Papa, é semelhante a uma cruz patriarcal, mas com uma barra adicional abaixo da barra principal, igual em comprimento à barra superior. Também é semelhante à Cruz Oriental. A Cruz de Salém também é usada pela liderança suprema da Maçonaria Escocesa e do Rito de Iorque.